# Înfrângere (roman)
Înfrângere (în rusă Разгром, transliterat Razgrom) este un roman din 1927 scris de Alexandr Alexandrovici Fadeev. Acțiunea are loc în timpul Războiului Civil Rus în Orientul Îndepărtat Rus.

## Scriere
Povestirile „Étude” (этюд), „Viscol” (Метелица) au fost extinse ca romanul „Înfrângere” în 1924-1926, perioadă în care scriitorul aspirant avea publicate doar povestirile „Împotriva curentului” (Против течения) și „Revărsarea” (Разлив).
Alexander Fadeev a scris romanul Înfrângere în perioada în care a trăit în clădirea ziarului „Sudul sovietic” (Здание редакции газеты «Советский Юг») din Rostov-pe-Don, așa cum este scris pe o placă comemorativă din oraș.
Autorul a afirmat că a scris din propria sa experiență: a trăit în regiunea Ussuri, în 1919 s-a alăturat detașamentului comunist special de partizani roșii și până în 1921 a participat la ostilitățile din Orientul Îndepărtat.

## Prezentare
Romanul are loc în timpul Războiului Civil Rus în regiunea Ussuri din Orientul Îndepărtat Rus. Un detașament de partizani ai Armatei Roșii sub comanda lui Levinson (personaj fictiv inspirat de șeful de partizani Iosif Maximovici Pevzner) se află într-un sat din regiunea Ussuri și așteaptă de mult timp să lupte. Oamenii se obișnuiesc cu liniștea. Dar, în curând, inamicul începe o ofensivă pe scară largă, un inel de dușmani înconjoară detașamentul. Conducătorul lor face tot posibilul pentru a-i salva și pentru a continua lupta. Detașamentul se retrage în taiga, cade într-o ambuscadă a cazacilor, dar, după ce a suferit pierderi grele, scapă din încercuirea inamicului.

## Adaptări
În 1931, a fost ecranizat într-un film omonim regizat de Nikolai Beresnev. În 1958, romanul a inspirat scenariul filmului Yunost nashikh otsov (Юность наших отцов, Tinerețea părinților noștri) regizat de Mikhail Kalik și Boris Rytsarev.
Romanul a fost adaptat într-o piesă de teatru în 1969, la Teatrul din Moscova. A fost pus în scenă de M. Zakharov și I. Prut, regizorul a fost Mark Zakharov. Din distribuție au făcut parte: Levinson - Armen Djigarhanean, Morozko - Igor Okhlupin, Viscol (Метелица) - Evgeny Lazarev, Varia - Svetlana Misery, Mechik - E. Karelsky, bunicul Pika - B. Tolmazov.
În 1972, romanul a fost adaptat pentru televiziune în Cehoslovacia ca Porázka (Înfrângere) de către Vladimir Kavtsiak.

## Traduceri în limba română
A fost tradus în limba română ca Înfrîngere de Marcel Gafton și Maria Roth și publicat în 1947 de Editura de Stat pentru literatură și artă și în 1957 de Editura Cartea Rusă. A fost republicat în 1960 de ESPLA - Cartea Rusă în col. Biblioteca pentru toți, nr. 43 și în 1967 de Editura pentru literatură universală.

## Legături externe
- Înfrângere, lib.ru

## Vezi și
- Catalogul Colecției Biblioteca pentru toți (Editura Minerva)